# Karl Aderhold

Karl Aderhold

Karl Aderhold (* 30. Juni 1884 in Stolberg (Harz); † 20. Juni 1921 in Hannover) war ein deutscher Politiker. Er vertrat 1920 die Unabhängige Sozialdemokratische Partei Deutschlands (USPD) im Reichstag.

## Leben
Karl Aderhold, Sohn eines Bergmanns, stammte aus dem Harz, wo er in Stolberg bis 1898 die achtklassige Volksschule besuchte. 1898 bis 1902 besuchte er die Handwerker- und Kunstgewerbeschule in Hannover und erlernte gleichzeitig das Tischlerhandwerk und wurde in diesem Beruf in Hannover tätig. Bis 1914 war er Tischlergeselle und 1914 bis 1918 Leiter einer Tischlerei. 1917 trat er in die USPD ein. Ab November 1918 war Aderhold für den hannoverschen Arbeiter- und Soldatenrat tätig und vertrat diesen bis 1919 als stellvertretender Polizeipräsident im hannoverschen Polizeipräsidium. Er wurde Stadtverordneter und 1919 in die verfassungsgebende deutsche Nationalversammlung gewählt. Von 1919 bis zu seinem frühen Tode war Aderhold Bürgervorsteher und Mitglied des Reichstages, von 1920 bis 1921 zugleich auch Mitglied des hannoverschen Provinziallandtages.